# قائمة حكومات الإمارات العربية المتحدة
فيما يلي قائمة بالحكومات الاتحادية لدولة الإمارات العربية المتحدة منذ تأسيسها عام 1971 وحتى اليوم.

## قائمة الحكومات

### الحكومة الأولى
تشكل أول مجلس وزراء لدولة الإمارات العربية المتحدة في 9 ديسمبر 1971، وكان برئاسة الشيخ مكتوم بن راشد آل مكتوم.

### الحكومة الثانية
تشكل مجلس الوزراء الثاني لدولة الإمارات العربية المتحدة في 23 ديسمبر 1973، برئاسة الشيخ مكتوم بن راشد آل مكتوم.

### الحكومة الثالثة
تشكل مجلس الوزراء الثالث لدولة الإمارات العربية المتحدة في 20 ديسمبر 1977، برئاسة الشيخ مكتوم بن راشد آل مكتوم.

### الحكومة الرابعة
تشكلت الحكومة الرابعة لدولة الإمارات العربية المتحدة في 1 يوليو 1979، برئاسة الشيخ راشد بن سعيد آل مكتوم، وأعقب ذلك أربعة تعديلات وزارية.

### الحكومة الخامسة
تشكل مجلس الوزراء الخامس لدولة الإمارات العربية المتحدة في 20 نوفمبر 1990 بعد وفاة الشيخ راشد بن سعيد آل مكتوم في 7 أكتوبر 1990، وكان برئاسة الشيخ مكتوم بن راشد آل مكتوم.

### الحكومة السادسة
تشكل مجلس الوزراء السادس لدولة الإمارات العربية المتحدة في 25 مارس 1997، برئاسة الشيخ مكتوم بن راشد آل مكتوم.

### الحكومة السابعة
تشكل مجلس الوزراء السابع لدولة الإمارات العربية المتحدة في 11 فبراير 2006، بعد وفاة الشيخ مكتوم بن راشد آل مكتوم في 4 يناير 2006، وكان برئاسة الشيخ محمد بن راشد آل مكتوم.

### الحكومة الثامنة
تشكل مجلس الوزراء الثامن لدولة الإمارات العربية المتحدة في 17 فبراير 2008 برئاسة الشيخ محمد بن راشد آل مكتوم.

### الحكومة التاسعة
تشكل مجلس الوزراء التاسع لدولة الإمارات العربية المتحدة في 12 مايو 2009 برئاسة الشيخ محمد بن راشد آل مكتوم.

### الحكومة العاشرة
تشكل مجلس الوزراء العاشر لدولة الإمارات العربية المتحدة في 12 مارس 2013 برئاسة الشيخ محمد بن راشد آل مكتوم.

### الحكومة الحادية عشر
تشكل مجلس الوزراء الحادي عشر لدولة الإمارات العربية المتحدة في 5 يوليو 2014 برئاسة الشيخ محمد بن راشد آل مكتوم.

### الحكومة الثانية عشر
تشكل مجلس الوزراء الثاني عشر لدولة الإمارات العربية المتحدة في 11 فبراير 2016 برئاسة الشيخ محمد بن راشد آل مكتوم.

### الحكومة الثالثة عشر
تشكل مجلس الوزراء الثالث عشر لدولة الإمارات العربية المتحدة في 20 أكتوبر 2017 برئاسة الشيخ محمد بن راشد آل مكتوم.

### الحكومة الرابعة عشر
تشكل مجلس الوزراء الرابع عشر لدولة الإمارات العربية المتحدة في 5 يوليو 2020 برئاسة الشيخ محمد بن راشد آل مكتوم.

### الحكومة الخامسة عشر
تشكل مجلس الوزراء الخامس عشر لدولة الإمارات العربية المتحدة في 25 سبتمبر 2021 برئاسة الشيخ محمد بن راشد آل مكتوم.

### الحكومة السادسة عشر
تشكل مجلس الوزراء السادس عشر لدولة الإمارات العربية المتحدة في 14 يوليو 2024 برئاسة الشيخ محمد بن راشد آل مكتوم . 

## اقرأ أيضاً
- مجلس وزراء الإمارات
- دستور الإمارات العربية المتحدة